# Look Sharp! (album de Joe Jackson)
Pour les articles homonymes, voir Look Sharp!.
Albums de Joe Jackson
I'm the Man
(1979)
Singles
1. Is She Really Going Out with Him?
Sortie : Octobre 1978
2. Sunday Papers
Sortie : Février 1979
3. One More Time
Sortie : Mai 1979

Look Sharp! est le premier album studio de Joe Jackson, sorti le 5 janvier 1979.
L'album s'est classé 20e au Billboard 200 et 40e au UK Albums Chart et a été certifié disque d'or par la Recording Industry Association of America (RIAA) le 11 septembre 1979.
Le magazine Rolling Stone l'a classé à la 98e place des « 100 meilleurs premiers albums de tous les temps » et à la 22e place des « 100 meilleures pochettes d'albums ».

## Liste des titres
| 1. | One More Time                     | 3:17 |
| 2. | Sunday Papers                     | 4:22 |
| 3. | Is She Really Going Out With Him? | 3:35 |
| 4. | Happy Loving Couples              | 3:08 |
| 5. | Throw It Away                     | 2:53 |

| 1. | Baby Stick Around     | 2:37 |
| 2. | Look Sharp!           | 3:22 |
| 3. | Fools in Love         | 4:24 |
| 4. | (Do the) Instant Mash | 3:11 |
| 5. | Pretty Girls          | 2:54 |
| 6. | Got the Time          | 2:51 |

| 12. | Don't Ask Me      | 2:44 |
| 13. | You Got the Fever | 3:37 |

## Personnel
- Joe Jackson : chant, piano, harmonica
- Gary Sanford : guitare
- Graham Maby : basse
- David Houghton : batterie

## Reprises
Plusieurs titres de cet album ont été repris par des artistes divers :
- Fools in Love par Rita Coolidge dans son album Never Let You Go[12] (1983),
- Happy Loving Couples par Guttermouth dans la compilation Before You Were Punk[13] (1997),
- Got the Time par Anthrax sur l'album Persistence of Time (1990)
- Look Sharp!  par le groupe indie-pop Koufax dans l'EP Why Bother At All? (2005)[14],
- Fools in Love par Inara George dans la bande originale de la série télévisée Grey's Anatomy[15] (2005),
- Look Sharp! par le groupe fictif Alvin et les Chipmunks dans le jeu vidéo Alvin et les Chipmunks (2007).